# Маунт-Голлі-Спрінгс (Пенсільванія)
Маунт-Голлі-Спрінгс (англ. Mount Holly Springs) — місто (англ. borough) в США, в окрузі Камберленд штату Пенсільванія. Населення — 1995 осіб (2020).

## Географія
Маунт-Голлі-Спрінгс розташований за координатами 40°6′34″ пн. ш. 77°10′59″ зх. д. / 40.10944° пн. ш. 77.18306° зх. д. (40.109525, -77.182982).  За даними Бюро перепису населення США в 2010 році місто мало площу 3,76 км², з яких 3,52 км² — суходіл та 0,24 км² — водойми.

## Демографія
Згідно з переписом 2010 року, у селищі мешкало 2030 осіб у 859 домогосподарствах у складі 538 родин. Густота населення становила 540 осіб/км².  Було 921 помешкання (245/км²).
Расовий склад населення:
| - 92,4 % — білих - 2,8 % — чорних або афроамериканців - 0,3 % — вихідців з тихоокеанських островів - 0,3 % — азіатів - 0,2 % — корінних американців - 1,2 % — осіб інших рас |

До двох чи більше рас належало 2,8 %. Частка іспаномовних становила 4,5 % від усіх жителів.
За віковим діапазоном населення розподілялося таким чином: 22,7 % — особи молодші 18 років, 64,0 % — особи у віці 18—64 років, 13,3 % — особи у віці 65 років та старші. Медіана віку мешканця становила 39,1 року. На 100 осіб жіночої статі у селищі припадало 94,6 чоловіків;  на 100 жінок у віці від 18 років та старших — 92,4 чоловіків також старших 18 років.
Середній дохід на одне домашнє господарство  становив 72 001 долар США (медіана — 50 703), а середній дохід на одну сім'ю — 89 524 долари (медіана — 61 838). Медіана доходів становила 49 120 доларів для чоловіків та 34 954 долари для жінок. За межею бідності перебувало 7,2 % осіб, у тому числі 14,6 % дітей у віці до 18 років та 6,7 % осіб у віці 65 років та старших.
Цивільне працевлаштоване населення становило 986 осіб. Основні галузі зайнятості: освіта, охорона здоров'я та соціальна допомога — 16,2 %, мистецтво, розваги та відпочинок — 14,3 %, роздрібна торгівля — 14,1 %.